# 奥尔梅内塔
奥尔梅内塔（義大利語：Olmeneta），是意大利克雷莫纳省的一个市镇。总面积9平方公里，人口972人，人口密度108.0人/平方公里（2009年）。国家统计（ISTAT）代码为019063。